# Ivan Stambolić
Ivan Stambolić (in cirillico: Иван Стамболић?; Brezova, 5 novembre 1936 – Zmajevac, 25 agosto 2000) è stato un politico serbo.
Fu membro della Lega dei Comunisti di Jugoslavia e Presidente della Serbia durante gli anni ottanta, morto assassinato nel 2000, poco prima delle elezioni presidenziali a cui intendeva candidarsi.

## Biografia
Stambolić divenne Presidente della Serbia nel 1986. Fu amico personale e mentore di Slobodan Milošević e appoggiò la sua ascesa a leader della Lega dei Comunisti di Serbia. Durante il congresso della Lega nel 1986, Stambolić perorò per tre giorni la validità della candidatura di Milošević, allo scopo di sconfiggere gli altri candidati alla presidenza del partito. Anche grazie all'appoggio di Stambolić, Milošević ottenne una vittoria di misura, la più risicata nella storia delle elezioni del partito.
Stambolić e Milošević avevano le stesse idee sulle politiche da adottare per le due province autonome della Serbia, Kosovo e Voivodina. Entrambi ritenevano necessarie delle modifiche alla costituzione serba per riorganizzare il rapporto tra province e potere centrale di Belgrado. Durante il tredicesimo congresso del partito, tenuto nel 1986, Stambolić riuscì a far convergere sulla sua posizione gli espondenti della Lega dei Comunisti di Jugoslavia. Il partito decise infatti di organizzare una commissione per lo studio delle modifiche costituzionali, che eventualmente sarebbero state applicate nel 1989. Stambolić voleva inoltre proteggere i diritti dei Serbi e dei Montenegrini del Kosovo. Già nel 1982 egli aveva sostenuto di volersi impegnare in questo campo, nonostante le opinioni dei suoi avversari, che lo accusavano di essere un fautore della Grande Serbia. Stambolić differiva però da Milošević, in quanto quest'ultimo chiedeva cambiamenti radicali molto più rapidi e mostrava simpatia per i dimostranti serbi in Kosovo. Fu proprio la questione della velocità con cui mettere in pratica le riforme a mettere in contrasto i due politici.
Il successore liberale di Milošević alla guida del partito nella sezione di Belgrado, Dragiša Pavlović, si oppose fermamente alla sua politica nei confronti dei Serbi del Kosovo. Milošević rispose accusando Pavlović di essere troppo tenero nei confronti degli Albanesi radicali, in opposizione alle intenzioni di Stambolić. Il 23 e 24 settembre 1987, durante l'ottava sessione del comitato centrale del partito, durata 30 ore e trasmessa sulla rete di stato serba, Milošević costrinse Pavlović alle dimissioni, con grande imbarazzo di Stambolić, che si dimise pochi giorni dopo dalla carica di Presidente della Serbia, a causa della pressione dei sostenitori di Milošević.
Nel febbraio del 1987 Stambolić venne ufficialmente sostituito da Petar Gracanin, a cui succedette l'anno seguente lo stesso Milošević. Nel decennio seguente Stambolić non partecipò attivamente alla vita politica serba, ormai dominata dalla figura del suo ex collaboratore.
Conclusa la guerra del Kosovo (1999), Stambolić ritornò a impegnarsi in politica, rilasciando numerose interviste a emittenti e giornali serbi, molto critiche nei confronti di Milošević. Si iniziò così a sostenere una sua potenziale candidatura alla guida dell'Opposizione Democratica di Serbia (DOS, raccoglieva tutte le forze che si opponevano a Milošević) alle elezioni presidenziali del settembre 2000.
Stambolić scomparve misteriosamente il 25 agosto 2000. La scomparsa provocò una grande reazione nell'opinione pubblica serba, mentre i media indipendenti (RTV B92, ANEM e l'agenzia Beta) organizzarono continue campagne per scoprire la verità sulla sua sparizione. Il 28 marzo 2003, quasi tre anni dopo la scomparsa, la polizia ha rivelato che Stambolić fu assassinato nella riserva naturale di Fruška Gora, dove i suoi resti furono gettati in una fossa e coperti con della calce viva. Stambolić venne ucciso da otto uomini della polizia segreta serba, fedeli sostenitori di Milošević, e nel suo omicidio fu implicata direttamente la moglie dello stesso Milošević, Mirjana Marković. Il 18 giugno 2005 gli agenti e i loro complici furono dichiarati colpevoli dell'assassinio di Stambolić e condannati a una pena compresa tra i 15 e i 40 anni.